# Cotys antennatus
Cotys antennatus är en insektsart som beskrevs av Bolívar, I. 1887. Cotys antennatus ingår i släktet Cotys och familjen torngräshoppor. Inga underarter finns listade i Catalogue of Life.